# Heaven Is a Traffic Jam on the 405
Heaven Is a Traffic Jam on the 405 est un film documentaire américain réalisé par Frank Stiefel (en) en 2016.
Il a remporté l'Oscar du meilleur court métrage documentaire en 2018.

## Synopsis
Le film est créé à partir de 20 heures d'interviews entre le réalisateur Frank Stiefel et une artiste, Mindy Alper, qui réalise des sculptures en papier mâché.

## Fiche technique
- Réalisation : Frank Stiefel (en)
- Photographie : Frank Stiefel
- Lieu de tournage : Los Angeles
- Musique : Paul Maroon
- Montage : Ting Poo
- Durée : 40 minutes
- Date de sortie: 2016

## Distribution
- Tom Wudl

## Distinctions
- 2018 : Oscar du meilleur court métrage documentaire